# Les Mangeurs de ricotta
Les Mangeurs de ricotta est un tableau de Vincenzo Campi réalisé vers 1580, une peinture à l'huile conservée au musée des Beaux-Arts de Lyon.

## Histoire
Le tableau a été donné au musée en 1875 par Jacques Bernard. Il a fait l'objet d'une restauration en 1991.

## Description
L'œuvre présente, sur un fond noir, quatre personnages – trois hommes et une femme – regroupés autour d'une table sur laquelle est posé un plat avec une ricotta ovale. Ceux-ci apparaissent comme confinés dans le peu de place qui leur est réservée, les mains de trois d'entre eux accrochées à la table, comblant l'intégralité de cette petite peinture. Les personnages rient de bon cœur, les dents étant visibles, et semblent issus d'un milieu populaire étant donné le peu de raffinement qui se dégage de leur attitude. Chacun d'eux a un geste qui traduit un moment spécifique de prise de fromage : l'homme de gauche, un bonnet rouge sur la tête et tenant une grosse cuillère en bois pleine dans sa main gauche, apparaît la bouche pleine de ricotta ; à côté de lui, un peu en arrière, un homme s'apprête à avaler une bouchée tout en s'accrochant, de sa main droite, à l'épaule de son compagnon de gauche ; le troisième homme, à la barbichette, avance sa main près du fromage pour en prendre un morceau ; enfin, la femme, vêtue d'une robe verte décolletée et d'un collier rouge et regardant le spectateur, tient une cuillère dans sa main droite, sans toutefois sembler s'apprêter à se servir.

## Analyse
Nommé Buffonaria par l'artiste, le tableau présente quatre personnages semblables à ceux de la Commedia dell'arte ; on peut reconnaître Démocrite et le peintre lui-même apparaissant sous les traits de Pantalon. La ricotta, creusée par les coups de cuillère et avec une mouche posée sur elle, ressemble à un crâne. De ce fait, l'œuvre est souvent interprétée comme une vanité dans laquelle le peintre exalte et raille tout à la fois les plaisirs de la table.